# Södra Fröagylet
Södra Fröagylet är en sjö i Alvesta kommun i Småland och ingår i Mörrumsåns huvudavrinningsområde.